# Piotr Bogdanowicz
Piotr Konstantinowicz Bogdanowicz (ros. Пётр Константинович Богданович, ur. 15 lipca?/27 lipca 1898 w Petersburgu, zm. 27 kwietnia 1955 w Moskwie) – radziecki dowódca wojskowy, generał major, Bohater Związku Radzieckiego (1945).

## Życiorys
Miał wykształcenie podstawowe. Od 1913 pracował jako tokarz w fabryce, jednocześnie uczył się w szkole technicznej, w lutym 1917 wstąpił do oddziału Czerwonej Gwardii, był aktywnym uczestnikiem rewolucji lutowej w Piotrogrodzie, a podczas rewolucji październikowej brał udział w zajmowaniu Pałacu Zimowego. W lutym 1918 wraz z oddziałem został skierowany na front pod Psków, gdzie walczył z Niemcami i wkrótce został żołnierzem nowo powstałej Armii Czerwonej, brał udział w wojnie domowej w Rosji. Jako żołnierz oddziału karabinów maszynowych i dowódca zwiadu brał udział w walkach na kierunku murmańskim z wojskami fińskimi, angielskimi i białogwardyjskimi, w marcu 1919 został skierowany na kursy kawalerii do Piotrogrodu, w składzie pułku kursantów uczestniczył w walkach z armią Judenicza. Po ukończeniu kursów został wysłany na Front Zachodni, gdzie jako dowódca plutonu 15 Dywizji Kawalerii 1 Korpusu Konnego i dowódca oddziału zwiadowczego brygady kawalerii w składzie 1 Armii Konnej walczył w wojnie z Polską, a później w walkach z armią Machno w guberni jekaterynosławskiej. Od czerwca 1921 w składzie 1 Zabajkalskiej Dywizji Kawalerii Armii Ludowo-Rewolucyjnej Republiki Dalekiego Wschodu walczył z wojskami generała Ungerna-Sternberga. W 1922 ukończył wyższą szkołę kawalerii w Piotrogrodzie i później służył w wojskach OGPU w Białoruskiej SRR, od marca 1925 zajmował funkcje w 6 Dywizji Kawalerii w Białoruskim Okręgu Wojskowym jako m.in. dowódca plutonu, dowódca szwadronu i pomocnik szefa sztabu pułku, od stycznia 1934 do sierpnia 1936 pracował w sztabie 7 Dywizji Kawalerii w Mińsku. Następnie pracował w sztabie 3 Korpusu Kawalerii Białoruskiego Okręgu Wojskowego, w 1936 otrzymał stopień kapitana, we wrześniu 1937 zwolniono go z armii, po czym pracował w Ludowym Komisariacie Handlu ZSRR, w kwietniu 1938 przywrócono go do służby w armii. Brał udział w wojnie z Finlandią, w 1940 ukończył Akademię Wojskową im. Frunzego i został szefem sztabu 74 Dywizji Piechoty w Odeskim Okręgu Wojskowym, latem 1940 brał udział w aneksji Besarabii przez ZSRR.
Od czerwca 1941 uczestniczył w wojnie z Niemcami w składzie 9 Armii Frontu Południowego, w grudniu 1941 został szefem sztabu samodzielnego korpusu kawalerii w 57 Armii Frontu Południowego, od 5 do 18 grudnia 1941 pełnił obowiązki jego dowódcy, od marca do października 1942 dowodził 81 Brygadą Piechoty Morskiej w 56 Armii Frontu Południowego. W październiku 1942 objął dowództwo 31 Dywizji Piechoty 17 Armii Frontu Zakaukaskiego i potem Północno-Kaukaskiego, biorąc udział w walkach nad Dnieprem, w Donbasie, w rejonie Rostowa, na Północnym Kaukazie i w Noworosyjsku, na Kubaniu i w Krasnodarze. W 1942 został członkiem WKP(b). W kwietniu 1943 wraz z dywizją został włączony w skład 46 Armii Frontu Stepowego, wkrótce potem Frontu Południowo-Zachodniego i 3 Ukraińskiego (28 kwietnia 1943 awansował na generała majora), w grudniu 1943 został ciężko ranny. W lutym 1944 wrócił na front jako dowódca dywizji, w składzie 52 Armii 2 Frontu Ukraińskiego uczestniczył w operacji humańsko-botoszańskiej, od maja 1944 do końca wojny dowodził 49 Dywizją Piechoty 33 Armii kolejno na 2, 3 i 1 Froncie Białoruskim. Brał udział w operacji białoruskiej, wiślańsko-odrzańskiej i berlińskiej, w styczniu 1945 umiejętnie zorganizował przełamywanie obrony przeciwnika w rejonie wsi Rudki na przyczółku puławskim. Później wraz z dywizją forsował Wartę i walczył na terytorium Niemiec. W sierpniu 1945 został zastępcą dowódcy 40 Gwardyjskiego Korpusu Piechoty w Grupie Wojsk Radzieckich w Niemczech, od października 1946 wykładał w Akademii Wojskowej im. Frunzego, w grudniu 1947 został zwolniony do rezerwy za pijaństwo i niedostojne zachowanie.

## Odznaczenia
- Złota Gwiazda Bohatera Związku Radzieckiego (6 kwietnia 1945)
- Order Lenina (dwukrotnie, 21 lutego 1945 i 6 kwietnia 1945)
- Order Czerwonego Sztandaru (trzykrotnie, 22 lutego 1943, 3 listopada 1944 i 30 maja 1945)
- Order Suworowa II klasy (8 lutego 1943)
- Order Czerwonej Gwiazdy (19 listopada 1941)
- Medal jubileuszowy „XX lat Robotniczo-Chłopskiej Armii Czerwonej”
- Medal „Za zwycięstwo nad Niemcami w Wielkiej Wojnie Ojczyźnianej 1941–1945”
- Medal „Za wyzwolenie Warszawy”
- Medal „Za zdobycie Berlina”